# Umberto Calzoni

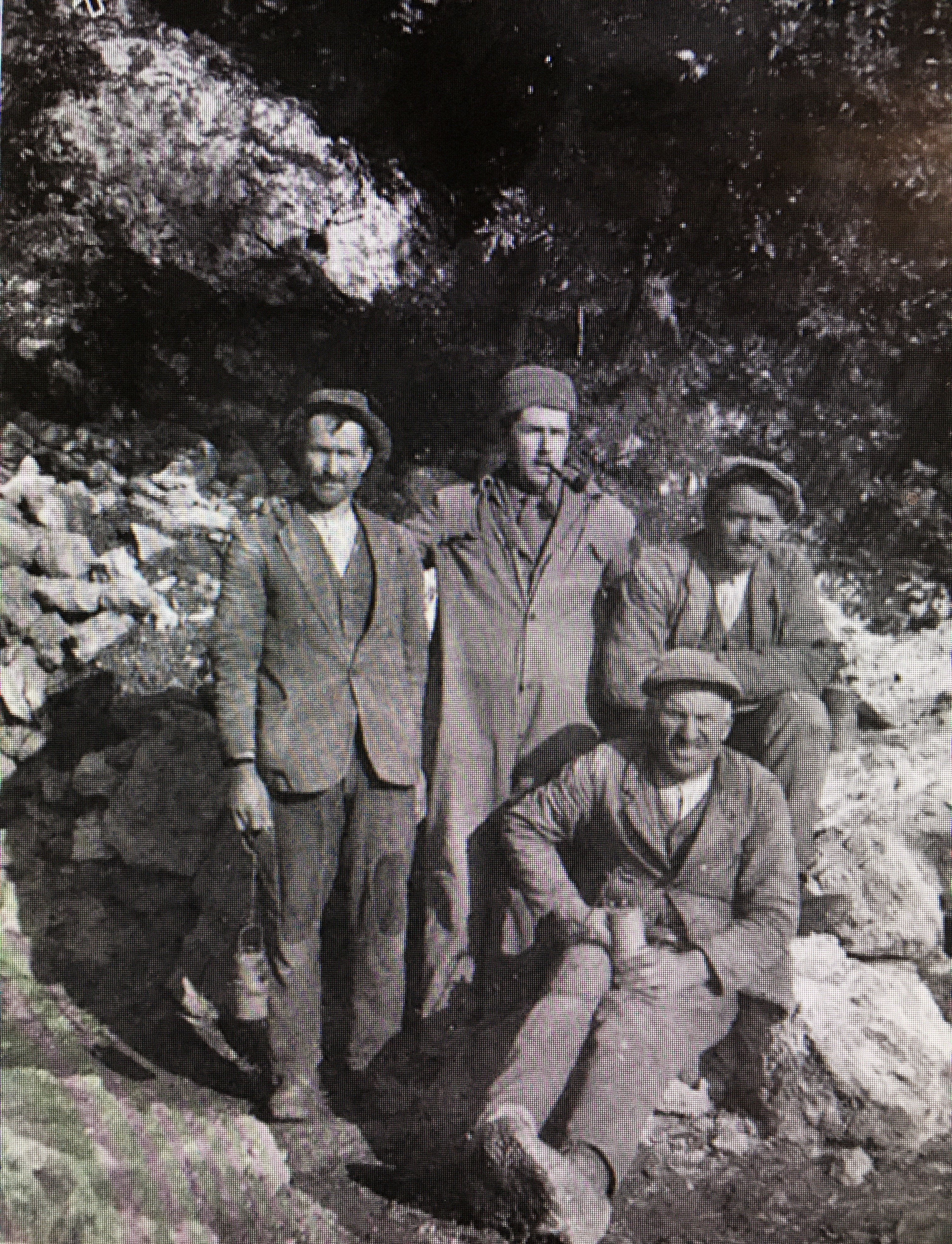
Umberto Calzoni nel 1927 con i suoi operai durante le ricerche a Belverde di Cetona

Umberto Calzoni (San Martino in Colle, 1881 – 1959) è stato un archeologo italiano.

## Biografia
Si laurea in giurisprudenza in giovane età, iniziando l'attività di avvocato. È autore di numerose poesie, prevalentemente dialettali.
L'archeologia è comunque la sua tendenza e passione.
Dopo le prime pubblicazioni sulle ricerche nel territorio diventa direttore del Museo Archeologico di Perugia, che tuttora conserva nella sezione preistorica i reperti dei suoi scavi nelle grotte di Cetona. Conserverà l'incarico fino al 1957.
Dal 1927 al 1935 si dedica agli scavi nelle grotte di Cetona (SI), incoraggiato dal ritrovamento di reperti dell'Età del Bronzo. Alla fine di questa fase di ricerca ha una disponibilità di materiale tanto prezioso e di primo ordine, da invitare il Soprintendente di Firenze con una espressione liberatoria "Ti mostrerò cose mai viste".
Infatti un nuovo orizzonte culturale avrebbe rivelato straordinarie testimonianze dell'Età del Bronzo, fino ad allora ignote in Italia, tanto da indurre gli studiosi a rivedere le ipotesi sulla preistoria italiana.